# غلين سترانج
غلين سترانج (بالإنجليزية: Glenn Strange)‏ هو مؤلف موسيقى تصويرية ومغني وممثل أمريكي، ولد في 16 أغسطس 1899 بمقاطعة أوتيرو في الولايات المتحدة، وتوفي في 20 سبتمبر 1973 بلوس أنجلوس في الولايات المتحدة بسبب سرطان الرئة.

## أعمال

### أفلام
- (1955) مارتي

## وصلات خارجية
- غلين سترانج على موقع IMDb (الإنجليزية)
- غلين سترانج على موقع أول موفي (الإنجليزية)
- غلين سترانج على موقع قاعدة بيانات الأفلام السويدية (السويدية)
- غلين سترانج على موقع إن إن دي بي (الإنجليزية)
- غلين سترانج على موقع قاعدة بيانات الفيلم (الإنجليزية)